# København A-Raeken (1897/1898)
København A-Raeken (1897/1898) była 9. sezonem nieoficjalnych mistrzostw Danii w piłce nożnej. W rozgrywkach brały udział tylko zespoły z Kopenhagi. Tytuł obroniła drużyna Kjøbenhavns Boldklub.

## Tabela końcowa
|   | Klub                         | M | Z | R | P | Br+ | Br- | Uwagi  |
| 1 | Kjøbenhavns Boldklub         | 5 | 5 | 0 | 0 | 13  | 2   | Mistrz |
| 2 | Akademisk BK                 | 5 | 4 | 0 | 1 | 29  | 3   |        |
| 3 | Boldklubben af 1893          | 5 | 3 | 0 | 2 | 7   | 9   |        |
| 4 | Boldklubben Frem             | 5 | 2 | 0 | 3 | 10  | 9   |        |
| 5 | Østerbros BK                 | 5 | 1 | 0 | 4 | 1   | 23  |        |
| 6 | Christianshavns BK Kopenhaga | 5 | 0 | 0 | 5 | 0   | 14  |        |

Kolejność drużyn w tabeli ustalana była według liczby zwycięstw. Jeśli po regulaminowym czasie gry był remis zarządzano dogrywkę, aż któraś z drużyn rozstrzygnęła wynik na swoją korzyść.